# 小行星103740
小行星103740（103740 Budinger）是一颗绕太阳运转的小行星，为主小行星带小行星。该小行星于2000年2月20日发现。
該小行星以美國羅德爾基金會和亞利桑那州科學基金會的主席唐納德·V·布丁格（Donald V. Budinger）命名。

## 轨道参数
小行星103740的轨道半长轴为415 901 524 km，2.7800904 UA，离心率为0.026。